# Lista do Patrimônio Mundial na Grécia
A Organização das Nações Unidas para a Educação, a Ciência e a Cultura (UNESCO) propôs um plano de proteção aos bens culturais do mundo, através do Comité sobre a Proteção do Património Mundial Cultural e Natural, aprovado em 1972. Esta é uma lista do Patrimônio Mundial existente na Grécia, especificamente classificada pela UNESCO e elaborada de acordo com dez principais critérios e os pontos são julgados por especialistas na área. A Grécia, um dos Estados-membros das Nações Unidas e herdeira cultural de uma das mais proeminentes civilizações da Antiguidade, ratificou a convenção em 17 de julho de 1981, tornando seus locais históricos elegíveis para inclusão na lista. 
A Grécia abriga 18 sítios listados como Patrimônio Mundial, sendo 14 deles reconhecidos adicionalmente como obras-primas da genialidade humana (Critério I) e os dois sítios restantes (Monte Athos e Meteora) incluídos em critérios mistos que englobam destaques naturais e contribuições culturais no mesmo local. Cinco locais estão localizados nas Ilhas gregas, sendo um deles partilhado também com a Grécia continental, enquanto os 12 restantes se encontram totalmente no continente. Em 1986, o Templo de Apolo Epicuro em Bassas tornou-se o primeiro sítio da Grécia inscrito na lista da UNESCO, sendo a inscrição do Sítio Arqueológico de Filipos em 2016 a adesão mais recente. Desde 2014, 14 sítios gregos foram incluídos na lista tentativa ao Patrimônio Mundial. 

## Bens culturais e naturais
A Grécia conta atualmente com os seguintes sítios declarados como Patrimônio Mundial pela UNESCO:
| | Templo de Apolo Epicuro em Bassas |
| Bem cultural inscrito em 1986. |                                   |
| Localização: Acádia |                                   |
| Este célebre templo dedicado ao deus do sol e da medicina foi erguido em meados do século V em uma elevação solitária das montanhas da Acádia. A mistura do estilo arcaico com a serenidade do estilo dórico e algumas inovações arquitetônicas são as características mais notáveis deste monumento que possui, além disto, o mais antigo capitel coríntio já descoberto até então. (UNESCO/BPI) |                                   |

| | Sítio Arqueológico de Delfos |
| Bem cultural inscrito em 1987. |                              |
| Localização: Imathia |                              |
| Neste santuário pan-helênico, no qual falava o oráculo de Apolo, se encontrava o onfalo ("umbigo do mundo"). Em perfeita harmonia com esta soberba paisagem natural ao redor e impregnado de significação sagrada, Delfos era no século VI a.C., o centro religioso do mundo grego e símbolo de sua unidade. (UNESCO/BPI) |                              |

| | Acrópole de Atenas |
| Bem cultural inscrito em 1987. |                    |
| Localização: Atenas |                    |
| A acrópole de Atenas e seus monumentos são símbolo universal da civilização e do espírito clássico, e formam o mais extraordinário conjunto arquitetônico e artístico legado pela Grécia Antiga ao mundo inteiro. Na segunda metade do século V a.C., após sua vitória na guera contra os persas e o estabelecimento da democracia, Atenas ocupou uma posição dominante com respeito às demais cidades-estados da Antiguidade. Neste período de florescimento do pensamento e das artes, um grupo excepcional de artistas executou ambiciosos planos do estadistas Péricles e transformou, sob a inspirada condução do escultor Fídias, um montículo rochoso em um monumento excepcional de arte e do espírito. Foi neste época quando se ergueram os principais monumentos do local: o Partenon, o Propileu, a entrada monumental da Acrópole desenhada por Mnesicles, o Erecteion e o pequeno templo de Atena Niké. (UNESCO/BPI) |                    |

| | Monte Athos |
| Bem cultural inscrito em 1988. |             |
| Localização: Calcídica |             |
| Centro espiritual ortodoxo desde o ano 1054, este "Monte Santo", vetado às mulheres e crianças, possui um estatuto de autonomia desde os tempos de Bizâncio. O Monte Athos teve também uma importância considerável no plano das artes. Com efeito, o traçado de seus monastérios - dos quais vinte abrigam ainda hoje 1.400 monges - inspirou a construções religiosas em regiões tão distantes como a Rússia, enquanto sua escola de pintura exerceu uma grande influência na história da arte ortodoxa. (UNESCO/BPI) |             |

| | Meteora |
| Bem cultural inscrito em 1988. |         |
| Localização: Tessália |         |
| Neste sítio emergem do solo gigantescos pilares de arenito praticamente inacessíveis. Foi nestas "colunas celestes" onde começaram a habitar monges anacoretas desde o século XI. O renascimento do ideal eremita no século XV teve como consequência a edificação de 24 monastérios, apesar das incríveis dificuldades de enfrentou sua construção. Os afrescos do século XVI que ornamentam suas paredes marcaram um feito fundamental na história da pintura pós-bizantina. (UNESCO/BPI) |         |

| | Monumentos Paleocristãos e Bizantinos de Tessalónica |
| Bem cultural inscrito em 1988. |                                                      |
| Localização: Macedônia Central |                                                      |
| Fundada no ano de 315 a.C., a cidade portuária de Tessalônica foi capital provincial romana e um dos primeiros focos de propagação do Cristianismo. Entre seus monumentos cristãos, figuram exemplos notáveis de igrejas de planta central, planta basilical e planta intermédia que, ao terem sido construídas entre os séculos IV e XV, constituem uma série tipológica diacrônica de influência considerável no mundo bizantino. Os mosaicos da Igreja Rotunda, São Demétrio e Santificado Davi figuram entre as grandes obras-primas da arte paleocristã. (UNESCO/BPI) |                                                      |

| | Sítio Arqueológico de Epidauro |
| Bem cultural inscrito em 1988. |                                |
| Localização: Peloponeso |                                |
| Situado num pequeno vale do Peloponeso, este sítio compreende um santuário dedicado ao deus da medicina Esculápio. Seu culto, oriundo do praticado antigamente a Apolo Malaetas, tomou forma tardiamente no século VI a.C. e chegou a ser o culto oficial da cidade-Estado de Epidauro. Os principais monumentos do sítio, construídos no século IV a.C., são o templo de Esculápio, o tolos e o teatro que se considera uma das mais puras obras primas da arquitetura grega. Com seus hospitais e templos consagrados aos deuses da cura, o conjunto do sítio abriga um testemunho excepcional sobre os cultos terapêuticos da Antiguidade greco-romana. (UNESCO/BPI) |                                |

| | Sítio Arqueológico de Mistras |
| Bem cultural inscrito em 1989. |                               |
| Localização: Peloponeso |                               |
| Mistra, denominada "a maravilha da Moreia", foi edificado em forma de anfiteatro em torno da fortaleza construída em 1249 por Guilherme de Vilearduin, príncipe de Acaia. Reconquistada pelos bizantinos e ocupada logo em seguido por turcos e venezianos, a cidade foi totalmente abandonada em 1832. Somente se conserva um impressionante conjunto de ruínas medievais em uma paisagem de grande beleza. (UNESCO/BPI) |                               |

| | Sítio Arqueológico de Olímpia |
| Bem cultural inscrito em 1989. |                               |
| Localização: Grécia Ocidental |                               |
| Situado num vale do Peloponeso, o sítio de Olímpia foi habitado desde os tempos pré-históricos, a partir do século X a.C., se converteu num centro do culto a Zeus. O Altis, santuário dos deuses, possuía um dos maiores conjuntos de obras de arte da Antiguidade. Além dos vestígios dos templos, no sítio conserva os de todas as instalações esportivas destinadas a celebração dos Jogos Olímpicos, iniciados no ano 776 a.C. e celebrados a cada quatro anos. (UNESCO/BPI) |                               |

| | Delos |
| Bem cultural inscrito em 1990. |       |
| Localização: Egeu Meridional |       |
| Segundo a mitologia grega, Apolo nasceu na minúscula ilha do arquipélago das Cícladas. Seu santuário atraía peregrinos de toda a Grécia e seu porto desempenhou um papel comercial importante. O sítio de Delos abriga um testemunho excepcional sobre as civilizações que se sucederam no mundo egeu desde o terceiro milênio antes de Cristo até a época paleocristã. O sítio arqueológico é sumamente vasto e restitui a imagem de um grande porto cosmopolita mediterrâneo. (UNESCO/BPI) |       |

| | Mosteiro de Dafne, Hossios Luckas e Mosteiro Novo de Quios |
| Bem cultural inscrito em 1990. |                                                            |
| Localização: Ática / Grécia Central / Egeu Setentrional |                                                            |
| Estes três monastérios, pese situar-se distantes um do outro - o primeiro está localizado na Ática, próximo a Atenas, o segundo na Fócida, não distante de Delfos, e o terceiro em ilha do Egeu próxima a Ásia Menor - apresentam características tipológicas e estéticas comuns. Suas igrejas de planta central possuem uma ampla cúpula sustentada por trompas de ângulo que definem um espaço octogonal. Nos séculos XI e XII foram soberbamente ornamentadas com mármores e magníficos mosaicos de fundo dourado, característicos da "segunda idade do ouro" da arte bizantina. (UNESCO/BPI) |                                                            |

| | Pitagorião, Heraião de Samos |
| Bem cultural inscrito em 1992. |                              |
| Localização: Egeu Setentrional |                              |
| Esta pequena ilha do Egeu, próxima a Ásia Menor, foi o lugar de assentamento sucessivo de várias civilizações desde três milênios antes da nossa. Contudo, pode-se contemplar nela vestígios dos monumentos gregos e romanos do antigo porto fortificado do Pitagorião, um espetacular túnel-aqueduto e o Heraião, santuário dedicado a Hera Samia. (UNESCO/BPI) |                              |

| | Sítio Arqueológico de Vergina |
| Bem cultural inscrito em 1996. |                               |
| Localização: Macedônia Central |                               |
| Próximo de Vergina, ao norte da Grécia, foram descobertos no século XIX os vestígios da cidade de Aigai, primeira capital do reino da Macedônia. Os mais importantes são os do monumental palácio real, profundamente ornamentado com mosaicos e estucos pintados, e os da necrópole, que conta com mais de 300 tumbas, algumas das quais datam do século XI a.C. Uma das sepulturas reais do Grande Túmulo seria de Felipe II, que com sua conquista de todas as cidades gregas preparou a expansão do mundo helênico levada a cabo por seu filho Alexandre. (UNESCO/BPI) |                               |

| | Sítios Arqueológicos de Micenas e Tirinto |
| Bem cultural inscrito em 1999. |                                           |
| Localização: Peloponeso |                                           |
| Nestes sítios arqueológicos se encontram impressionantes ruínas de duas das cidades mais importantes da civilização micênica, que dominou a região do Mediterrâneo oriental entre os séculos XV e XII a.C. e desempenhou um papel essencial no desenvolvimento da cultura da Grécia clássica. As cidade de Micenas e Tirinto estão indissoluvelmente unidas às das epopeias homéricas, Ilíada e Odisseia, cuja influência na literatura e nas artes europeias perduram há três milênios. (UNESCO/BPI) |                                           |

| | Centro Histórico (Chora) com o Mosteiro de São João o Teólogo e a Caverna do Apocalipse na Ilha de Patmos |
| Bem cultural inscrito em 1999. | |
| Localização: Egeu Meridional | |
| Situada no arquipélago do Dodecaneso, a pequena ilha de Patmos, é célebre como o lugar em que São João, o Teólogo escreveu seu Evangelho e o Apocalipse. Em fins do século X foi fundado na ilha um monastério dedicado ao "discípulo bem amado", que se converteu em lugar de peregrinação e centro de ensino da Igreja Ortodoxa grega. Este magnífico conjunto monástico domina a ilha, enquanto o antigo e vizinho assentamento humano de Chora conta com numerosos edifícios religiosos e civis. (UNESCO/BPI) | |

| | Antiga Cidade de Corfu |
| Bem cultural inscrito em 2007. |                        |
| Localização: Ilhas Jónicas |                        |
| Situada ilha de seu mesmo nome, de frente para as costas de Albâni e Grécia, a cidade antiga de Corfú ocupa uma posição estratégica na entrada do Mar Adriático. Possui vestígios arqueológicos que datam do século VIII a.C. Também contam com três fortificações desenhadas por engenheiros venezianos, que durante quatro séculos serviram para defender os interesses do comércio marítimo da República de Veneza contra o Império Otomano. Com o decorrer do tempo, as fortificações foram restauradas e parcialmente reconstruídas em várias ocasiões. As últimas obras foram realizadas no século XIX, nos tempos de domínio britânico. Os edifícios da cidade antiga são, em sua maioria, de estilo neoclássico. Alguns datam do domínio veneziano e outros de eras mais tardias, em particular do século XIX. A integridade e autenticidade da antiga Corfú fazem dela um exemplo excepcional da cidade portuária fortificada do Mediterrâneo. (UNESCO/BPI) |                        |

| | Sítio Arqueológico de Filipos |
| Bem cultural inscrito em 2016. |                               |
| Localização: Macedônia Oriental e Trácia |                               |
| Fundada em 356 a.C. durante o reinado de Felipe II da Macedônia, os vestígios desta cidade fortificada se estendem dos pés de uma acrópole situada na atual região grega da Macedônia Oriental e Trácia, pela qual passava a antiga via romana Egnatia que unia Europa e Ásia. Nos tempos romanos, nos decênios seguintes à Batalha de Filipos (42 a.C.), vieram a unir-se aos anteriores monumentos da era helênica - o Grande Teatro e o Templo Fúnebre - importantes construções como o fórum que tornaram a cidade "uma pequena Roma". Após a visita do Apóstolo Paulo a Filipos nos anos 49 a 50 de nossa era comum, a cidade se converteu num centro de propagação do Cristianismo. Os vestígios de suas igrejas constituem um testemunho excepcional do assentamento dos primeiros cristãos. (UNESCO/BPI) |                               |

| | Paisagem cultural de Zagori |
| Bem cultural inscrito em 2023. |                             |
| Localização: Epiro |                             |
| Localizados em uma paisagem rural remota do noroeste da Grécia, estes pequenos vilarejos de pedra conhecidos como Zagorochoria se estendem ao longo da parte norte da cadeia montanhosa Pindus. Esses vilarejos tradicionais, tipicamente organizados ao redor de uma praça central que possui um plátano cercados por florestas sagradas mantidas por comunidades locais, demonstram tradicional arquitetura adaptada à topografia montanhosa. Uma rede de pontes em arco, estradas e escadarias de pedra interligando os vilarejos formam um sistema que serviu como unidade política e social conectando as comunidades da bacia do rio Voïdomatis. (UNESCO/BPI) |                             |

## Lista Indicativa
Em adição aos sítios inscritos na Lista do Patrimônio Mundial, os Estados-membros podem manter uma lista de sítios que pretendam nomear para a Lista de Patrimônio Mundial, sendo somente aceitas as candidaturas de locais que já constarem desta lista. Desde 2021, a Grécia possui 14 locais na sua Lista Indicativa.
| Sítio                                                 | Imagem | Localização                 | Ano  | Dados UNESCO                    | Descrição |
| ----------------------------------------------------- | ------ | --------------------------- | ---- | ------------------------------- | --- |
| Fortificações bastionadas medievais tardias na Grécia |        | Messénia                    | 2014 | Cultural: ii, iv, v             | O sistema de fortificação mudou com o advento da pólvora e, portanto, meios de guerra mais destrutivos. Nove locais listados nesta candidatura representam exemplos de fortalezas com baluartes. Eles foram construídos nas áreas que muitas vezes passavam do veneziano para o otomano e outras mãos. A Cidade Velha de Corfu já é Património Mundial. A fortaleza em Methoni é retratada.                 |
| Parque Nacional de Dadia                              |        | Macedônia Oriental e Trácia | 2014 | Natural: x                      | Esta área de floresta nas Montanhas Ródope é o lar de muitas aves de rapina, incluindo três em cada quatro abutres europeus: abutre egípcio, abutre-grifo e abutre-cinzento. Também está localizado na importante rota de migração de aves do Paleártico Ocidental. |
| Minas de Laurião                                      |        | Ática                       | 2014 | Cultural: ii, iv                | As atividades de mineração na área de Laurião foram registradas desde o 4º milênio aC e continuaram até o século XX. Durante o período clássico, a prata das minas ajudou a financiar os projetos de construção em Atenas e a construir a marinha. O local abrange os restos das minas e da indústria associada, bem como locais no antigo assentamento de Tórico e o Templo de Poseidon em Sunião.         |
| Sítio arqueológico de Messene Antiga                  |        | Peloponeso                  | 2014 | Cultural: i, iii, vi            | Messene está localizada em um vale fértil perto do Monte Itome. Os primeiros templos e santuários no local datam dos séculos 9 e 8 aC, enquanto a cidade da Antiga Messene foi fundada em 369 a.C pelo general tebano Epaminondas. O local está bem preservado, pois não foi destruído ou coberto por assentamentos posteriores.                                                                            |
| Centros palacianos minoicos                           |        | Creta                       | 2014 | Cultural: ii, iii, vi           | A indicação abrange os centros palacianos mais importantes da civilização minoica (Cnossos, Festo, Mália, Zacro e Cidônia), que foi uma grande potência da Idade do Bronze. Os minoicos estavam exercendo uma enorme influência nas culturas do Mediterrâneo Oriental e figuram em uma série de mitos antigos, incluindo os de Dédalo e Ícaro e do Labirinto.                                               |
| Nicópolis                                             |        | Epiro                       | 2014 | Cultural: ii, iv, vi            | A cidade de Nicópolis foi fundada por Augusto após a Batalha de Áccio em 31 a.C. na área próxima. Era uma típica cidade colonial romana em território grego e foi ocupada até o século XIII. Foi também um centro inicial do cristianismo. Vestígios de monumentos e edifícios públicos foram preservados, bem como partes de um aqueduto de 50 quilômetros (31 milhas).                                    |
| Região do Monte Olimpo                                |        | Macedônia Central           | 2014 | Misto: vi, viii, ix, x          | O Monte Olimpo, a morada dos deuses olímpicos, é a montanha mais alta da Grécia, com 2.918 metros (9.573 pés). Muitos locais de culto foram construídos nas encostas das montanhas, incluindo a Capela do Profeta Elias em um dos picos. A área é importante devido à sua flora e fauna de montanha, bem como pelas suas características geológicas.                                                        |
| A área dos Lagos Prespa: Megali e Mikri Prespa        |        | Macedônia Ocidental         | 2014 | Misto: ii, iv, vii, ix, x       | A área ao redor dos Lagos Prespa é rica em flora e fauna devido à diversidade de habitats, incluindo pântanos, florestas decíduas e prados alpinos. Os lagos abrigam a maior colônia de reprodução de pelicanos dálmatas, bem como várias espécies endêmicas de plantas e peixes. Muitas igrejas foram construídas na área nos tempos bizantinos e pós-bizantinos.                                          |
| Parque Nacional da Garganta de Samariá                |        | Creta                       | 2014 | Natural: vii, viii, ix, x       | O desfiladeiro da Garganta de Samariá é um dos desfiladeiros nas montanhas Lefka Ori, no oeste de Creta. A área oferece diversos habitats, desde montanhas acima de 2.000 metros (6.600 pés) até a costa, bem como várias cavernas profundas. Esses ecossistemas abrigam a cabra cretense e várias espécies endêmicas, incluindo o abutre barbudo, o gato selvagem cretense e a foca-monge do Mediterrâneo. |
| Espinalonga                                           |        | Creta                       | 2014 | Cultural: i, ii, iv, vi         | Spinalonga é uma ilhota rochosa na costa nordeste de Creta. Durante o período veneziano, uma fortaleza foi construída para proteger o porto natural de Elunda. A ilhota foi tomada pelos otomanos no século XVIII e serviu de leprosaria na primeira metade do século XX. |
| Antigos Teatros Gregos                                |        | Argólida / Fócida / Míconos | 2014 | Cultural: i, ii, iii, iv, v, vi | Esta indicação lista 15 teatros gregos em diferentes regiões da Grécia. Os teatros foram um elemento indispensável dos centros urbanos a partir do período clássico, atingindo sua forma arquitetônica completa no século IV a.C. Alguns dos teatros da candidatura fazem parte dos Patrimônios Mundiais já reconhecidos: o Teatro de Epidauro, o Teatro de Delfos e o Teatro de Delos.                     |